# Alice Bah (TV-program)
Alice Bah var ett svenskt diskussionsprogram som sändes i TV 4 kvällstid mellan den 12 januari 1998 och november 1999 i flera säsonger. Programledare var Alice Bah Kuhnke, och programbeskrivningen löd: "Ett frispråkigt program med humor och humör."

En senare programbeskrivning löd: 
| ” | I detta nyproducerade diskussionsprogram möter programledaren Alice Bah gäster och publik i studion och diskuterar intressanta och aktuella ämnen. Här får vanliga tjejer och killar ventilera sina åsikter och tankar om allt mellan himmel och jord, sådant som det snackas om på jobbet eller på krogen. Intressanta gäster med starka åsikter dyker upp i studion och kastar nytt ljus över ämnet. Alice Bah är programmet som präglas av såväl humor som hett humör. | „ |

Programmet sändes inledningsvis varje vardag under flera veckor klockan 19.00. I januari 1999 blev det istället ett veckomagasin med bättre sändningstid.